# Лагадинско језеро
Лагадинско језеро или језеро Коронија (грч. Λίμνη Κορώνεια, Лимни Коронија), је језеро у Грчкој у Егејској Македонији у центру префектуре Солун. Спада у скупину Егејских језера. Понекада се назива и Ајвасилско језеро, Агијос Василис (Agios Vassilios), Лимни Лагада (Λίμνη Λαγκαδά). Налази се 30 километара североисточно од Солуна, на географским координатама 40° 41' 8" СГШ и 23° 8' 54" ИГД. Повезано је преко два природна канала на истоку са Бешичким језером, са којим чин јединствен екосистем. Ово језеро игра важну улогу у економији региона.

## Хидролошки подаци
Седамдесетих година језерска површина је износила 46,2 km² а дубина до 8 метара. У наредних 20 година језерска површина се смањила тако да је већ 1995. године површина износила око 30 km² а дубина до 1 метра. Године 2002. у потпуности је исушено, а године 2003. је делимично повраћно са максималном дубином од 0,9 метара. Како резултат појаве цијанобактерије Prymnesium parvum дошло је до масовне појаве умирања птица и риба. После израде и реализације плана за спречавање еколошке кризе, 2004. године језерска површина је износила 34,39 km².